# Neoaliturus nitidus
Neoaliturus nitidus är en insektsart som beskrevs av Young och Frazier 1954. Neoaliturus nitidus ingår i släktet Neoaliturus och familjen dvärgstritar. Inga underarter finns listade i Catalogue of Life.